# Dyskografia Arta Farmera

## Albumy nagrane w charakterze lidera i współlidera
| Nagrany | Wydany | Album                                               | Wykonawca - lider                                        | Wytwórnia            |
| ------- | ------ | --------------------------------------------------- | -------------------------------------------------------- | -------------------- |
| 1954    | 1956   | The Art Farmer Septet                               | Art Farmer                                               | Prestige             |
| 1954    |        | Art Farmer                                          | Art Farmer                                               | Prestige             |
| 1954    | 1955   | When Farmer Met Gryce                               | Art Farmer i Gigi Gryce                                  | Prestige             |
| 1956    |        | 2 Trumpets                                          | Art Farmer i Donald Byrd                                 | Prestige             |
| 1956    |        | Farmer's Market                                     | Art Farmer                                               | Prestige             |
| 1957    | 1958   | Last Night When We Were Young                       | Art Farmer                                               | ABC Paramount        |
| 1958    | 1959   | Portrait of Art Farmer                              | Art Farmer                                               | Contemporary         |
| 1959    | 1959   | Modern Art                                          | Art Farmer                                               | United Artists       |
| 1959    | 1959   | Brass Shout                                         | Art Farmer                                               | United Artists       |
| 1959    | 1959   | The Aztec Suite                                     | Art Farmer                                               | United Artists       |
| 1960    | 1961   | Art                                                 | Art Farmer                                               | Argo                 |
| 1960    | 1960   | Meet the Jazztet                                    | The Jazztet (Art Farmer i Benny Golson)                  | Argo                 |
| 1960    | 1960   | Big City Sounds                                     | The Jazztet (Art Farmer i Benny Golson)                  | Argo                 |
| 1961    | 1961   | The Jazztet and John Lewis                          | The Jazztet (Art Farmer i Benny Golson)                  | Argo                 |
| 1961    | 1961   | The Jazztet at Birdhouse                            | The Jazztet (Art Farmer i Benny Golson)                  | Argo                 |
| 1961    | 1964   | Perception                                          | Art Farmer                                               | Argo                 |
| 1962    | 1962   | Here and Now                                        | The Jazztet (Art Farmer i Benny Golson)                  | Mercury              |
| 1962    | 1962   | Another Git Together                                | The Jazztet (Art Farmer i Benny Golson)                  | Mercury              |
| 1962    | 1963   | Listen to Art Farmer and the Orchestra              | Art Farmer                                               | Mercury              |
| 1963    | 1963   | Interaction                                         | Art Farmer i Jim Hall                                    | Atlantic             |
| 1963    | 1964   | Live at the Half-Note                               | Art Farmer i Jim Hall                                    | Atlantic             |
| 1964    | 1964   | To Sweden with Love                                 | Art Farmer i Jim Hall                                    | Atlantic             |
| 1964    | 1964   | The Many Faces of Art Farmer                        | Art Farmer                                               | Scepter              |
| 1965    | 1965   | Sing Me Softly of the Blues                         | Art Farmer                                               | Atlantic             |
| 1966    | 1966   | New York Jazz Sextet: Group Therapy                 | Art Farmer                                               | Scepter              |
| 1966    |        | Baroque Sketches                                    | Art Farmer                                               | Columbia             |
| 1967    |        | The Time and the Place                              | Art Farmer                                               | Columbia             |
| 1967    |        | Art Farmer Plays the Great Jazz Hits                | Art Farmer                                               | Columbia             |
| 1968    |        | Art Worker                                          | Art Farmer                                               | Moon                 |
| 1968    |        | What Happens?                                       | Art Farmer                                               | CamJazz              |
| 1970    |        | Art Farmer in Europe                                | Art Farmer                                               | Enja                 |
| 1970    |        | From Vienna with Art                                | Art Farmer                                               | MPS                  |
| 1971    |        | Homecoming                                          | Art Farmer                                               | Mainstream           |
| 1972    |        | Gentle Eyes                                         | Art Farmer                                               | Mainstream           |
| 1974    |        | A Sleeping Bee                                      | Art Farmer i Janne Schaffer, Sabu Martinez, Red Mitchell | Sonet (Szwecja)      |
| 1976    |        | On the Road                                         | Art Farmer                                               | Concord Records      |
| 1976    |        | Yesterday's Thoughts                                | Art Farmer                                               | East Wind Records    |
| 1977    | 1977   | Crawl Space                                         | Art Farmer                                               | CTI                  |
| 1977    | 1977   | Something You Got                                   | Art Farmer                                               | CTI                  |
| 1978    | 1979   | Big Blues                                           | Art Farmer i Jim Hall                                    | CTI                  |
| 1979    | 1979   | Yama                                                | Art Farmer i Joe Henderson                               | CTI                  |
| 1982    |        | A Work of Art                                       | Art Farmer                                               | Concord Records      |
| 1981    | 1982   | Manhattan                                           | Art Farmer Quintet                                       | Soul Note            |
| 1982    | 1982   | Mirage                                              | Art Farmer Quintet                                       | Soul Note            |
| 1982    |        | Voices All                                          | The Jazztet (Art Farmer i Benny Golson)                  | East West            |
| 1982    |        | Playboy Jazz Festival                               | The Jazztet (Art Farmer i Benny Golson)                  | Electra/Musician     |
| 1983    |        | Moment to Moment                                    | The Jazztet (Art Farmer i Benny Golson)                  | Soul Note            |
| 1983    |        | Nostalgia                                           | The Jazztet (Art Farmer i Benny Golson)                  | Baystate             |
| 1983    |        | Warm Valley                                         | Art Farmer                                               | Concord Records      |
| 1983    |        | Ambrosia                                            | Art Farmer                                               | Denon Records        |
| 1983    |        | Maiden Voyage                                       | Art Farmer                                               | Denon Records        |
| 1984    | 1985   | You Make Me Smile                                   | Art Farmer                                               | Soul Note            |
| 1986    |        | Back to the City                                    | The Jazztet (Art Farmer i Benny Golson)                  | Contemporary         |
| 1986    |        | Real Time                                           | The Jazztet (Art Farmer i Benny Golson)                  | Contemporary         |
| 1987    |        | Something to Live For: The Music of Billy Strayhorn | Art Farmer                                               | Fantasy              |
| 1987    | 1987   | Azure                                               | Art Farmer i Fritz Pauer                                 | Soul Note            |
| 1988    |        | Blame It On My Youth                                | Art Farmer                                               | Fantasy              |
| 198?    |        | Foolish Memories                                    | Art Farmer                                               | L&R Records          |
| 1989    |        | Ph.D.                                               | Art Farmer                                               | Fantasy              |
| 1991    |        | Soul Eyes                                           | Art Farmer                                               | Enja                 |
| 1994    |        | The Company I Keep                                  | Art Farmer                                               | Arabesque Records    |
| 1995    |        | The Meaning of Art                                  | Art Farmer                                               | Arabesque Records    |
| 1996    |        | Out of the Past                                     | Art Farmer                                               | GRP Records          |
| 1996    |        | Silk Road                                           | Art Farmer                                               | Arabesque Records    |
| 1997    |        | The Quartets                                        | Art Farmer                                               | Hindsight Records    |
| 1997    |        | Live at The Stanford Jazz Workshop                  | Art Farmer                                               | Monarch Records      |
| 1998    |        | Art Farmer and the Jazz Giants                      | Art Farmer                                               | Fantasy              |
| 2001    |        | Artistry (A Work of Art + Warm Valley)              | Art Farmer                                               | Concord Records      |
| 2002    |        | At Birdhouse                                        | Art Farmer                                               | Verve                |
| 200?    |        | To Duke With Love                                   | Art Farmer                                               | East Wind Records    |
| 200?    |        | The Summer Knows                                    | Art Farmer                                               | East Wind Records    |
| 2008    |        | At Boomers                                          | Art Farmer                                               | Test of Time Records |

## Albumy nagrane w charakterze muzyka sesyjnego lub członka zespołu
| Nagrany | Wydany | Album                                              | Wykonawca - lider | Wytwórnia         |
| ------- | ------ | -------------------------------------------------- | ----------------- | ----------------- |
| 1956    | 1956   | Bennie Green with Art Farmer                       | Bennie Green      | Prestige          |
| 1956    | 1956   | Gil's Guests                                       | Gil Mellé         | Prestige          |
| 1957    | 1957   | Dial "S" for Sonny                                 | Sonny Clark       | Blue Note         |
| 1957    | 1957   | Curtis Fuller Volume 3                             | Curtis Fuller     | Blue Note         |
| 1957    | 1957   | Cliff Craft                                        | Clifford Jordan   | Blue Note         |
| 1958    | 1958   | Cool Struttin'                                     | Sonny Clark       | Blue Note         |
| 1958    | 1958   | Mal/3: Sounds                                      | Mal Waldron       | Prestige          |
| 1958    | 1959   | Bags' Opus                                         | Milt Jackson      | United Artists    |
| 1961    | 1961   | Take a Number from 1 to 10                         | Benny Golson      | Argo              |
| 1966    | 1966   | Nine Flags                                         | Chico O'Farrill   | Impulse!          |
| 1969    | 2009   | Many Moons - July ´69 (Live in Jyväskylä, Finland) | Heikki Sarmanto   | Louhi Productions |
| 1977    | 1977   | Autophysiopsychic                                  | Yusef Lateef      | CTI               |
| 1990    | 1990   | Rhythmstick                                        | Dizzy Gillespie   | CTI               |